# Hipparchia flavovittata
Hipparchia flavovittata är en fjärilsart som beskrevs av Ruggero Verity 1916. Hipparchia flavovittata ingår i släktet Hipparchia och familjen praktfjärilar. Inga underarter finns listade i Catalogue of Life.